# 스카이 스포티브
스카이 스포티브(SKY Sportive)는 팬택이 2009년 12월 29일에 출시한 휴대 전화기이다.